# Mercato Centrale (Firenze)

L'edificio del mercato, come si presentava alla sua inaugurazione

Il Mercato Centrale di Firenze è situato fra via dell'Ariento, via Sant'Antonino, via Panicale e piazza del Mercato Centrale. Fu uno dei risultati dell'epoca del Risanamento, dal periodo di Firenze Capitale d'Italia alla fine del XIX secolo. 

## Storia e descrizione
Con la crescita della popolazione e la distruzione del Mercato Vecchio per far spazio a piazza della Repubblica, il mercato presso la Loggia del Porcellino non era più sufficiente per la città per questo si progettarono tre nuovi spazi coperti: quello di San Lorenzo, il Mercato di Sant'Ambrogio e un terzo presso San Frediano, quest'ultimo fu eretto su progetto di Giuseppe Mengoni, fu poi inaugurato nel 1875 e demolito nel 1915. 
Per creare la struttura fu necessario liberare un intero isolato nel dedalo di strette viuzze della zona, molto antiche ma piuttosto malsane, abbattendo una isola di case per ciascuna strada (via dell'Ariento, via Panicale, via Chiara e via Sant'Antonino), in modo che si aprisse un'ampia piazza destinata ad ospitare un nuovo mercato coperto. La ridefinizione del quartiere non sollevò troppe critiche, al contrario di quanto avvenuto per piazza della Repubblica, poiché qui gli edifici abbattuti erano casupole popolari, quindi la zona ne uscì effettivamente abbellita e nobilitata.
Per realizzare la struttura del Mercato fu ingaggiato Giuseppe Mengoni (1870-1874), l'architetto della Galleria Vittorio Emanuele II di Milano, che si ispirò alle Halles parigine. Il risultato fu notevole, con l'integrazione dei materiali più moderni (ferro, vetro, ghisa) con l'aspetto degli edifici preesistenti. Tutt'intorno fu costruita una loggia di 10 arcate classiche per ogni lato, con snelle colonne di pietra serena. L'inaugurazione avvenne nel 1874 con l'Esposizione Internazionale di Agricoltura.
La funzionalità della costruzione è particolarmente evidente dall'interno, dove la luce filtra abbondante dagli alti finestroni sui quali poggia la tettoia e restituisce l'effetto di un mercato all'aperto. La disposizione dei negozi non è casuale, con macellai, pollaioli pizzicagnoli, fornai e pesciaioli, divisi in aree anche tenendo conto della ventilazione naturale dovuta alla conformazione delle tre navate del fabbricato.
Fino al 1979 il mercato ortofrutticolo era tenuto all'aperto nella piazza triangolare antistante, detta appunto piazza del Mercato. In quell'anno furono ultimati i lavori per la realizzazione della nuova piastra del piano primo dotato di banchi appositamente progettati e celle frigorifere e fu trasferito all'interno il mercato dell'ortofrutta. Il progetto dei lavori fu realizzato dallo studio fiorentino Architetti Associati di Odoardo Reali, Francesco Re, Salvatore Romano, Fernando Faggioli, Giancarlo Rossi e Luciano Calza.
Durante i lavori il mercato al piano terreno doveva rimanere agibile per tutto l'orario di apertura.
La Piastra è caratterizzata dalla grande trave reticolare che riduce al minimo il numero di nuovi pilastri e nuove fondazioni, pur lasciando completamente libera e indipendente la struttura originale e garantendo la distribuzione della luce naturale e della visibilità dell'insieme anche al piano terreno. Con lo stesso progetto uscito vincitore da un concorso appalto bandito nel 1976 fu adeguato alla funzione di parcheggio per gli avventori il piano interrato.  Parcheggio noto alle cronache per il suicidio di Gianluca Casseri dopo i fatti della strage di Firenze.
Con l'affermarsi della grande distribuzione e la fuga degli abitanti dal Centro Storico l'intero Mercato è entrato in una profonda crisi che ha riguardato soprattutto il settore ortofrutticolo.
Nel 2014 è stato riaperto il primo piano del complesso, con l'avvio del progetto Mercato Centrale da parte di Umberto Montano, imprenditore della ristorazione, e il gruppo Human Company della famiglia Cardini-Vannucchi. Lo spazio, oggi riqualificato, conta 3000 m², oltre 20 botteghe con le specialità degli artigiani e una serie di eventi e iniziative.

## Il mercato di San Lorenzo
Attorno all'edificio del mercato si trova il mercato all'aperto, detto mercato di San Lorenzo, che si svilupp nelle strade adiacenti alla piazza e al Mercato Centrale. Si snoda tra via dell'Ariento, via Sant'Antonino, via Panicale, piazza del Mercato Centrale.
Il mercato offre ormai solo articoli per turisti, in particolare nelle categorie vestiario, pelletteria e souvenir.

## Galleria d'immagini

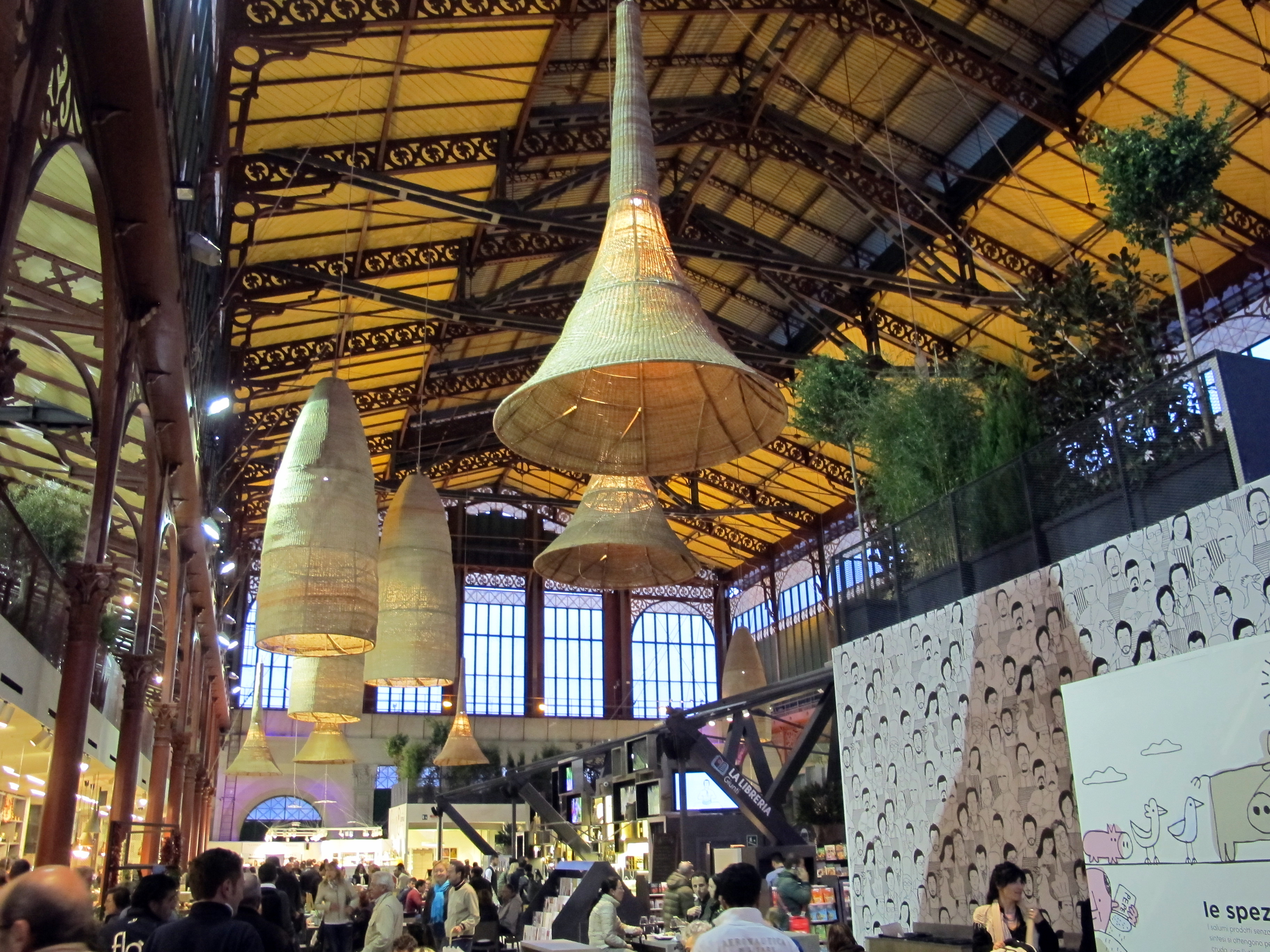
Il primo piano
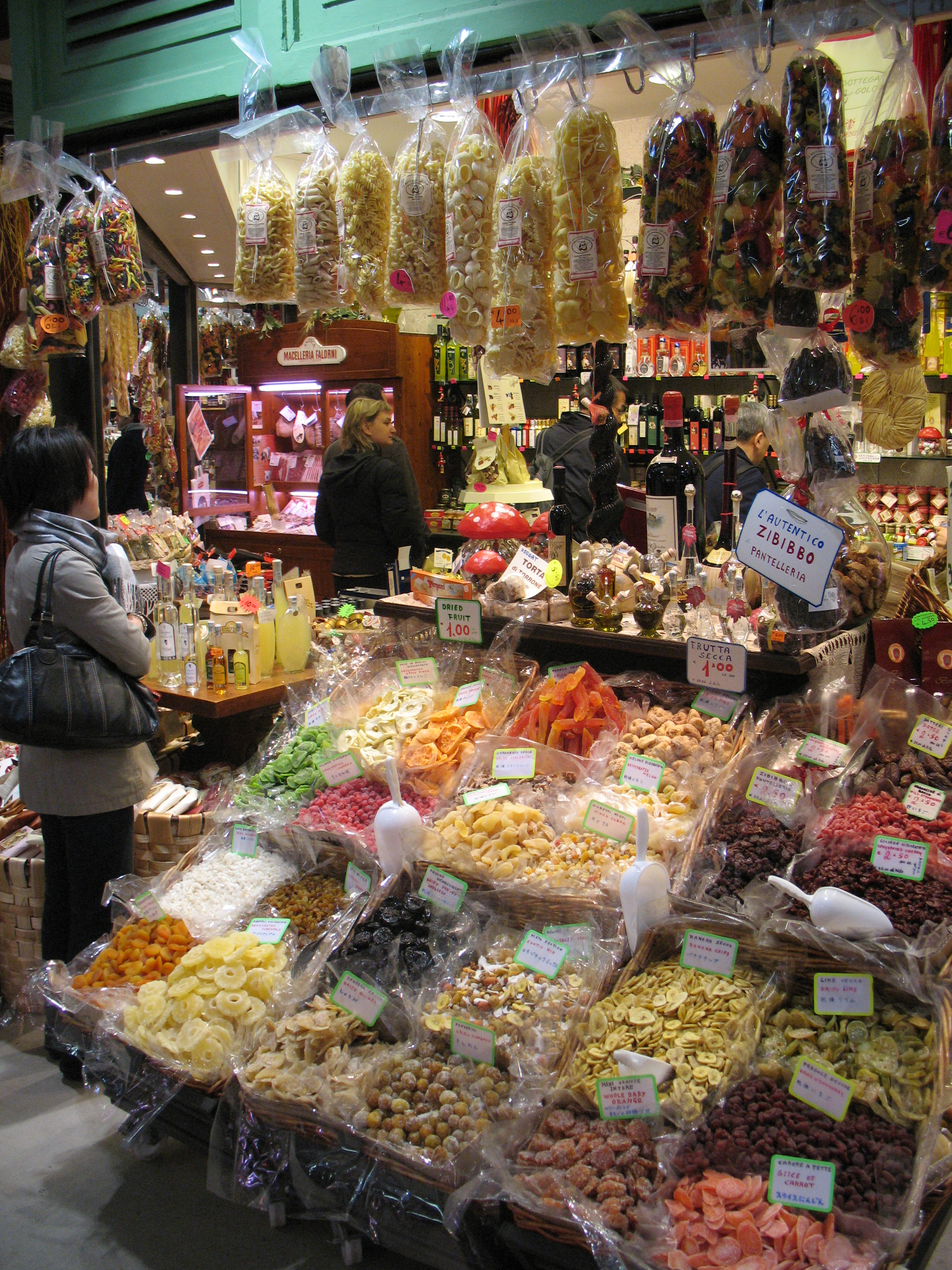
Negozio
Altre immagini storiche dell'edificio
L'Esposizione Internazionale di Agricoltura
L'Esposizione Internazionale di Agricoltura